# Signaling Transport
SIGTRAN est le groupe de travail, au sein de l'IETF, chargé de définir une infrastructure de signalisation au-dessus de IP. Le but principal est le transport de message de type SS7 ou RNIS. 
Par extension, le terme « SIGTRAN » est utilisé pour désigner les trames SS7 encodées à l'aide d'un des protocoles issus de ce groupe de travail. Les protocoles SIGTRAN remplacent directement un ou plusieurs protocoles de la pile SS7 (SCCP, MTP2, MTP3...), transposant les informations qui en sont issues en les enrichissant éventuellement.
Certains protocoles SIGTRAN remplacent une liaison point à point entre deux points de signalisation SS7 (M2PA), tandis que d'autres remplacent une liaison bout à bout entre deux opérateurs (M2UA, M3UA, SUA...).
Contrairement aux protocoles SS7, les protocoles SIGTRAN utilisent un encodage TLV, et sont également alignés à l'octet. Ils sont encapsulés dans SCTP, un protocole de transport créé par ce groupe de travail, qui a plus tard été réutilisé dans le cadre d'autres technologies, notamment WebRTC.

## Normes
Le groupe a défini les RFC suivantes :
- RFC 2719 Architectural Framework for Signaling Transport (Octobre 1999)
- RFC 2960 Stream Control Transmission Protocol (SCTP) (Octobre 2000) (Rendu obsolète par la RFC 4960) (Mise à jour par la RFC 3309)
- RFC 3057 ISDN Q.921-User Adaptation Layer (Février 2001) (Rendu obsolète par la RFC 4233) (Mise à jour par la RFC 3807)
- RFC 3257 Stream Control Transmission Protocol Applicability Statement (Avril 2002)
- RFC 3331 Signaling System 7 (SS7) Message Transfer Part 2 (MTP2) - User Adaptation Layer (M2UA) (Septembre 2002)
- RFC 3332 Signaling System 7 (SS7) Message Transfer Part 3 (MTP3) - User Adaptation Layer (M3UA) (Septembre 2002) (Rendu obsolète par la RFC 4666)
- RFC 3788 Security Considerations for SIGTRAN Protocols (Juin 2004)
- RFC 3807 V5.2-User Adaption Layer (V5UA) (Juin 2004)
- RFC 3873 Stream Control Transmission Protocol Management Information Base (Septembre 2004)
- RFC 3868 Signalling Connection Control Part User Adaptation Layer (SUA) (Octobre 2004)
- RFC 4165 Signaling System 7 (SS7) Message Transfer Part 2 (MTP2) - User Peer-to-Peer Adaptation Layer (M2PA) (Septembre 2005)
- RFC 4129 Digital Private Network Signaling System (DPNSS)/Digital Access Signaling System 2 (DASS 2) Extensions to the IUA protocol (août 2005)
- RFC 4233 Integrated Services Digital Network (ISDN) Q.921-User Adaptation Layer (Janvier 2006) (Rendu obsolète par la RFC 5133)
- RFC 4666 Signaling System 7 (SS7) Message Transfer Part 3 (MTP3) - User Adaptation Layer (M3UA) (Septembre 2006)
- RFC 5133 Terminal Endpoint Identifier (TEI) Query Request Number Change (Décembre 2007)

## Sources
- (en) Signaling Transport (sigtran)